# Meiothecium madagascariense
Meiothecium madagascariense är en bladmossart som beskrevs av Brotherus 1908. Meiothecium madagascariense ingår i släktet Meiothecium och familjen Sematophyllaceae. Inga underarter finns listade i Catalogue of Life.